# Головина, Нина Феодосьевна
Ни́на Феодо́сьевна Головина́ (27 июня 1936, РСФСР, СССР — 2 февраля 2023) — советская и российская актриса кино и озвучивания. Вдова актёра Кирилла Столярова.

## Биография
Нина Феодосьевна родилась 27 июня 1936 года в России.
В 1958 году окончила ВГИК.
Образование: Всероссийский государственный институт кинематографии (1959).
Играла в театре-студии киноактёра (с 1959).
Часто выступала со своим мужем, актёром Кириллом Столяровым в концертных программах.
Скончалась 2 февраля 2023 года.

## Личная жизнь
Муж — Кирилл Столяров (актёр). В 1962 году родился их первый сын Сергей (1962—2023), а через 9 лет — дочь Екатерина.
Познакомились они во ВГИКе.
Прожила с ним вместе до его смерти в 2012 году.

## Творческие работы

### Фильмография
- 1958 — Сегодня увольнения не будет (короткометражный) — жена Галича
- 1958 — Солдатское сердце
- 1958 — Трудное счастье — Катя Ермолина
- 1959 — Девочка ищет отца
- 1960 — Леон Гаррос ищет друга | 20,000 Leagues Across the Land | Vingt mille lieues sur la terre (СССР, Франция) — Даша, дочь Ваганова, медсестра
- 1961 — Жизнь сначала — студентка
- 1961 — Музыка Верди (короткометражный) — Татьяна Солнцева
- 1962 — Суд — врач
- 1965 — 26 бакинских комиссаров — жена Фиолетова
- 1965 — Операция «Ы» и другие приключения Шурика, серия «Наваждение» — студентка
- 1965 — Фантазёры — мать Додина
- 1967 — Война и мир — ряженая (нет в титрах)
- 1966 — Корни (фильм-спектакль) (1966)
- 1966 — Следствие продолжается | İstintaq Davam edir — Раиса Александровна Черемисина-Устрякова
- 1969 — Король Гор и другие (нет в титрах)
- 1970 — Красная площадь — член бригады (нет в титрах)
- 1970 — Кремлёвские куранты
- 1970 — Посланники вечности — ударница женского батальона
- 1970 — Сердце России (нет в титрах)
- 1980 — Коней на переправе не меняют (нет в титрах)
- 1988 — Мать Мария — врач в концлагере
- 2003 — Спасибо

### Озвучивание
- Крестоносцы | Black Cross | Krzyżacy (Польша) (Ягенка, роль Уршули Моджиньской) (1960)
- Три этажа счастья | Két emelet boldogság (Венгрия) (Тереза Корбус, роль Каролы Чюрёш) (1960)
- Дождливое воскресенье | Esös vasárnap (Венгрия) (1962)
- Крик | Křik (Чехословакия) (Ивана, роль Эвы Лимановой) (1963)
- Им было восемнадцать | Me olime 18 aastased (1965)
- Пылающие джунгли | Lửa rừng (ДРВ) (И Дам) (1966)
- В одном южном городе | Bir cənub şəhərində (Марина, роль Татьяны Харитоновой) (1969)
- Смерть филателиста (Анна, роль Русудан Кикнадзе) (1969)
- Мой друг Мелекуш | Meniň Dostum Meleguş (Джахан, роль Г. Рустамовой) (1972)
- Попутный ветер | Větrné moře (СССР, Чехословакия) (Хадиджа, роль Амалии Панаховой) (1973)
- Кваркваре (Гултамзе, роль Наны Эсакия) (1978)

### Участие в фильмах
- Чтобы помнили (документальный) (1996—1997)
- Станислав Хитров | Фильм 25 (1996)
- Микаэла Дроздовская | Фильм 30 (1997)
- Сергей Столяров | Фильм 32 (1997)